# Heather Morris
Heather Elizabeth Morris (1. veljače 1987.) je američka glumica, pjevačica i plesačica. Najpoznatija je po ulozi Brittany u TV seriji "Glee".

## Rani život
Heather je rođena u Thousand Oaks, California, a odrasla je u Scottsdale, Arizona. Plesati je počela s godinu dana. Heather se u ranoj dobi natjecala u raznim stilovima uključujući i jazz i suvremene plesove.
Tata joj je umro kad je imala 14 godina. "To je nešto što je dosta teško za mene, tužna sam zbog toga, ali ne živim na tome," rekla je tijekom intervjua radionice s učenicima uprosincu 2009. "znam da je na boljem mjestu, umjesto da pati."
Nakon što je diplomirala odlučuje upisati lokalno sveučilište no shvatila je da je na krivom mjestu te se seli u Los Angeles s 19 godina.

## Karijera
Prvo značajno pojavljivanje bilo je u drugoj sezoni plesne emisije So You Think You Can Dance gdje nije ušla među prvih 20.
No to ju nije obeshrabrilo te se seli u Los Angeles da bi pokrenula plesnu karijeru. 2007. postaje dio The Beyoncé Experience svjetske turneje kao jedna od pratećih plesačica i, slijedeći to radivši ponovno s Beyonce na "Single Ladies (Put a Ring on It)" promotivnoj turneji koja uključuje nastupe iz 2008. godine u American Music Awards, Saturday Night Live, The Ellen DeGeneres Show, Today, i MTV-im Total Request Live finalima. Također je plesala s Beyonce i Tinom Turner na 50th Grammy Awards u 2008. Kasnije je još glumila manje uloge u Fired Up, gdje je upoznala koreografa Zach Woodlee. Nakon tog filma, Woodlee je doveo Heather da pleše u drugim serijama koje je koreografirao, uključujući epizode Eli Stone i Swingtown, u filmu Bedtime Stories, i u konačnici Glee.
U 2010. Morris je dospjela na Maxim Hot 100 list, na 85. mjestu. na After Ellen hot 100 list dospjela je na drugo mjesto iza Naye Rivere.
U 2011. glumila je u Kanadskoj reklami natrag-u-školu u kojoj je plesala.
U listopadu 2011. Heather je priznala da je imala operaciju grudi. Rekla je kako je mislila da je to nešto što je htjela kad je bila mlađa, no sada više ne misli tako te da su je grudi uvijek bolile kada je trenirala te ih je morala maknuti. Operirala se negdje između emisije So You Think You Can Dance kad je imala 18 te 21 kada je bila prateća plesačica Beyoncé.

### Glee
Heather je počela uzimati satove glume te se počinje blaviti glumom kada ju je Woodlee pitao da nauči koreogrefiju Beyoncine "Single Ladies" Glee glumce. U isto vrijeme, serija je tražila treću navijačicu i Heather je dobila ulogu Brittany. U početku je bila samo lik koji je rijetko kad govorio, no s vremenom uloga joj raste te tako Brittany postaje regularan lik od druge sezone.
Kada je izašao isječak za epizodu "Sectionals" koji pokazuje da su Brittany i Santana spavale zajedno, Dorothi Snarker koja piše za lezbijsku stranicu After Ellen, pohvalila je par nazivajući ih "Brittana". Rekla je kako su njih dvije "novi najdraži par" komentirajući kako nisu važni Finn i Rachel - ona je za tim Brittana.
Heatherova uloga postala je istaknutija tijekom zadnjih devet epizoda prve sezone, a zbog mnogo pozitivnih odgovora na njen lik postao je regularan u drugoj sezoni.
Za vrijeme Glee turneje Heather je nastupila s pjesmom "I'm a Slave 4 U". Također je plesala s Harry Shum Jr. dok je Naya pjevala pjesmu "Valerie" te bila jedna od plesačica u plesnoj točki Single Ladies.
Heather je napisala i pojavila se u siječnju 2011. u videu "Funny or Die", "Nuthin' But A Glee Thang" s Ashley Lendzion i Riki Lindhome te glumicom iz "Modern Family" Sofia Vergara. U videu su također glumili kolege iz Glee-ja Matthew Morrison, Cory Monteith, Harry Shum, Jr., i Naya Rivera.

## Filmografija
| Spotovi | Spotovi              | Spotovi                                                          | Spotovi   |
| Godina  | Izvođač              | Naziv pjesme                                                     | Bilješke  |
| ------- | -------------------- | ---------------------------------------------------------------- | --------- |
| 2008    | An-Ya                | Nightlife                                                        | Plesačica |
| 2008    | The White Tie Affair | Allow Me To Introduce Myself...Mr. Right/Candle (Sick and Tired) |           |
| 2008    | Hit the Lights       | Drop the Girl                                                    |           |
| 2011    | Leo Moctezuma        | 2 Da Left                                                        |           |

| Filmovi | Filmovi                    | Filmovi               | Filmovi                          |
| Godina  | Naziv                      | Uloga                 | Bilješke                         |
| ------- | -------------------------- | --------------------- | -------------------------------- |
| 2008    | Bedtime Stories            | Plesačica             | Plesačica Mačka                  |
| 2009    | Fired Up                   | Fiona                 | Dio "Panther" navijačke skupine. |
| 2011    | Glee: The 3D Concert Movie | Brittany Susan Pierce |                                  |
| 2012    | Ice Age: Continental Drift | Tračerica             | Glas                             |

| Televizija    | Televizija             | Televizija            | Televizija |
| Godina        | Naslov                 | Uloga                 | Bilješke |
| ------------- | ---------------------- | --------------------- | --- |
| 2007          | The Beyoncé Experience | Plesačica             | DVD: The Beyoncé Experience Live |
| 2008          | Swingtown              | Plesačica             | Epizoda: "Get Down Tonight" |
| 2008          | Eli Stone              | Plesačica             | Epizode: "The Path" i "The Humanitarian" |
| 2009- present | Glee (TV series)       | Brittany Susan Pierce | Showmance" onwards Season 2 – Series Regular Screen Actors Guild Award for Outstanding Performance by an Ensemble in a Comedy Series]] Nominated – Teen Choice Award for Choice Music: Group (shared with Glee Cast) |
| 2010          | How I Met Your Mother  | Plesačica             | Epizode: "Girls Versus Suits" |
| 2011          | Staples Commercial     | Ona sama/Plesačica    | Nazad u školu, reklama za Staples (Canada) |

## Nagrade i nominacije
| Nagrada                                                    | Godina | Kategorija                                | Rezultat | Uloga                                               |
| ---------------------------------------------------------- | ------ | ----------------------------------------- | -------- | --------------------------------------------------- |
| Playhouse West Film Foundation 2011 PWFF Grand Jury Awards | 2011   | Best Supporting Actress in a Feature Film | Osvojila | Lily u kratkom filmu "POST" redatelja Jima Parracka |